# Президентские выборы в Камеруне (1965)
Президентские выборы в Камеруне состоялись 23 марта 1965 года. Действующий президент Ахмаду Ахиджо был единственным кандидатом и получил 100 % голосов в качестве кандидата от камерунского Союза-камерунского Национально-демократического партийного альянса. Явка избирателей составила 95,1 %.

## Результаты
| Кандидат                           | Партия                                        | Голосов   | %    |
| ---------------------------------- | --------------------------------------------- | --------- | ---- |
| Ахмаду Ахиджо                      | Камерунское народное демократическое движение | 2 700 697 | 100  |
| Недействительные/пустые бюллетени  | Недействительные/пустые бюллетени             | 1401      | -    |
| Всего                              | Всего                                         | 2 702 098 | 100  |
| Зарегистрированные избиратели/явка | Зарегистрированные избиратели/явка            | 2 842 515 | 95,1 |
| Источник: Nohlen et al.            |                                               |           |      |